# Archytas leschenaldi
Archytas leschenaldi är en tvåvingeart som först beskrevs av Robineau-desvoidy 1830.  Archytas leschenaldi ingår i släktet Archytas och familjen parasitflugor.
Artens utbredningsområde är Surinam. Inga underarter finns listade i Catalogue of Life.